# Spiny (Polonia)
Spiny [pronunciación en polaco: /ˈEspínɨ/] es un pueblo ubicado en el distrito administrativo de Gmina Pakosławice, dentro del Condado de Nysa, Voivodato de Opole, en el sur de Polonia occidental. Se encuentra aproximadamente a 9 kilómetros al oeste de Pakosławice, a 12 kilómetros al noroeste de Nysa, y a 52 kilómetros al oeste de la capital regional Opole.
Antes de 1945, el área fue parte de Alemania.